# 马滕·冯·巴内考
马滕·冯·巴内考（德語：Marten von Barnekow，1900年3月18日—1967年1月29日），德国男子马术运动员。他曾代表德国参加1936年夏季奥林匹克运动会马术比赛，获得团体场地障碍赛金牌和个人场地障碍赛第十六名。